# Arizona-alligatorhagedis
De Arizona-alligatorhagedis (Elgaria kingii) is een reptiel uit de familie hazelwormen (Anguidae).

## Naam en indeling
De wetenschappelijke naam van de soort werd voor het eerst voorgesteld door John Edward Gray in 1838. Lange tijd werd de wetenschappelijke naam Gerrhonotus kingii gebruikt.

### Ondersoorten
Er worden drie ondersoorten erkend, die verschillen in het uiterlijk en het verspreidingsgebied.
| Naam                      | Auteur               | Verspreidingsgebied                                            |
| ------------------------- | -------------------- | -------------------------------------------------------------- |
| Elgaria kingii ferruginea | Webb, 1962           | Mexico (Aguascalientes, Durango, Sinaloa)                      |
| Elgaria kingii kingii     | Gray, 1838           | Mexico (Sonora, Chihuahua, mogelijk tot in Durango en Sinaloa) |
| Elgaria kingii nobilis    | Baird & Girard, 1852 | Mexico (Sonora), Verenigde Staten (Arizona, New Mexico)        |

## Uiterlijke kenmerken
De huid van deze hagedis is glanzend lichtbruin met donkere dwarsbanden. Hij heeft een lange staart en over de flanken loopt een verhoogde huidplooi. De lichaamslengte inclusief de staart bedraagt 19 tot 31 centimeter.

## Levenswijze
Het voedsel van deze terrestrische, dagactieve hagedis bestaat uit insecten en spinnen, die ze zoeken tussen strooisel en humus. Als het voedsel schaars wordt in de winter, dan wordt een winterslaap gehouden. Zelf worden ze bejaagd door slangen, vogels en kleine zoogdieren. Ze hebben de mogelijkheid om bij een aanval hun staart af te werpen. Vaak worden hun belagers ook besmeurd met uitwerpselen.
De mannetjes worden in de voortplantingstijd erg territoriaal. Een legsel bestaat meestal uit negen tot twaalf eieren, die worden afgezet in vochtige aarde of zand.

## Verspreiding en leefgebied
Deze soort komt voor in noordwestelijk Mexico en een zuidwestelijk deel van de Verenigde Staten. In Mexico is de soort gevonden in de staten Chihuahua, Colima, Durango, Jalisco, Nayarit, Sinaloa en Sonora. In de Verenigde Staten is de hagedis te vinden in de staten Arizona en New Mexico.
De habitat bestaat uit vochtige plaatsen in droge bossen, in bergweiden in de buurt van beekjes.
Door de internationale natuurbeschermingsorganisatie IUCN is de beschermingsstatus 'veilig' toegewezen (Least Concern of LC).